# Forma dello strumento dell'esecuzione di Gesù

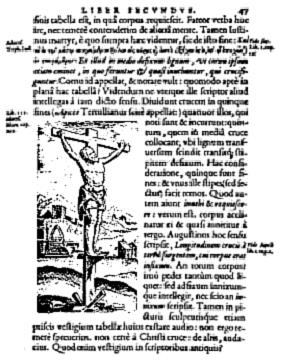
Crocifissione in una crux immissa, la forma impiegata, secondo Giusto Lipsio, nell'esecuzione di Gesù Cristo

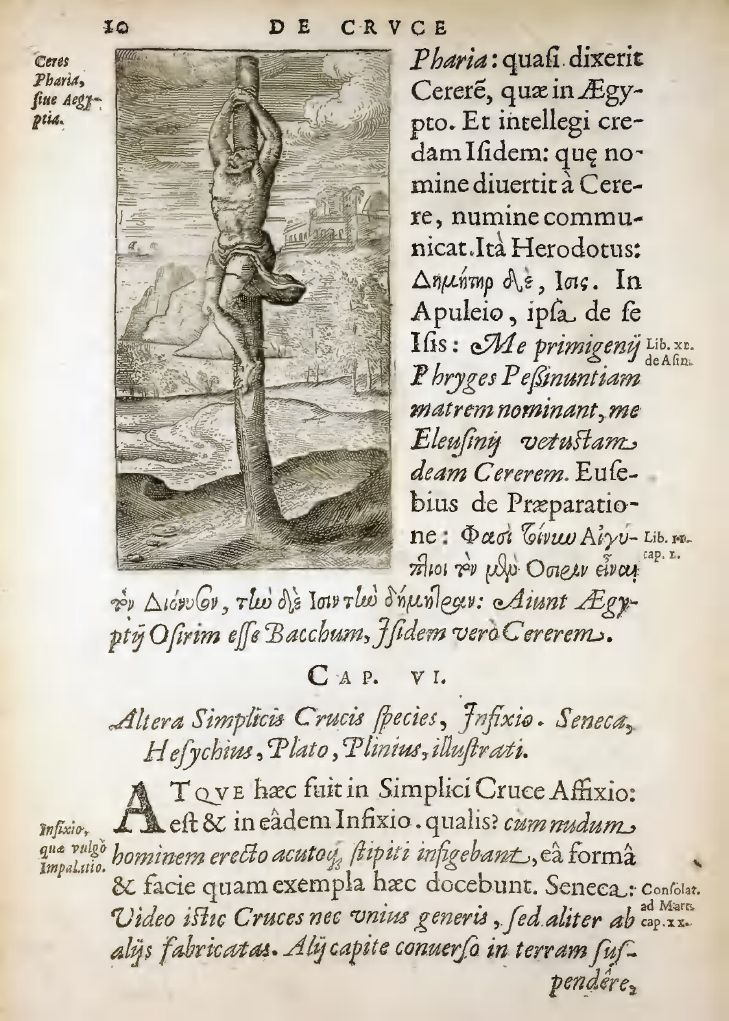
Crux simplex (di due tipi)

La forma dello strumento dell'esecuzione di Gesù, comunemente chiamato in italiano "la croce", è stata oggetto di discussione da almeno la fine del XVI secolo, quando Giusto Lipsio distinse varie forme di croci. Con una terminologia da lui inventata, Lipsio distinse fra tali strumenti di esecuzione la crux simplex (un unico palo al quale legare la vittima o con cui impalarla) e la crux compacta (un congiunto di due pali o travi in legno). Usò il termine crux simplex per quello che nel Cupido crucifixus di Decimo Magno Ausonio è chiamato stipes. Della crux compacta Lipsio distinse tre tipi, ai quali diede i nomi crux decussata (a forma di X), crux commissa (a forma di T) e crux immissa (a forma di †).
La traversa della crux compacta (detta patibulum) non era necessariamente un tutt'uno con la parte verticale. Portata dal condannato al luogo della crocifissione, essa veniva lì unita al palo verticale, eventualmente con chiodi.
Il patibulum era in uso, assieme ad altre modalità di crocifissione, già al tempo di Gesù. Ne parla, infatti, Seneca in un'opera scritta al tempo di Tiberio:  alii brachia patibulo explicuerunt (= altri [crocifissi] allargarono le braccia sul patibulum).

## Testimonianze cristiane dei primi secoli
L'apocrifa Lettera di Barnaba, datata al massimo a circa 30 anni dopo il Vangelo secondo Giovanni, ma secondo alcuni forse composta nel I secolo, descrive il patibolo nel quale Gesù morì come avente la forma della lettera Τ: "la croce è raffigurata nel tau che doveva comportare la grazia". Barnaba, poi, scorge un segno profetico della croce e di chi vi sarebbe stato crocifisso in quello che fece Mosè nella battaglia contro gli Amaleciti (Libro dell'Esodo, 17,8-13), quando "postosi più in alto di tutti distese le braccia" e "rappresenta[va] la figura della croce e di chi avrebbe dovuto patire (su di essa)".

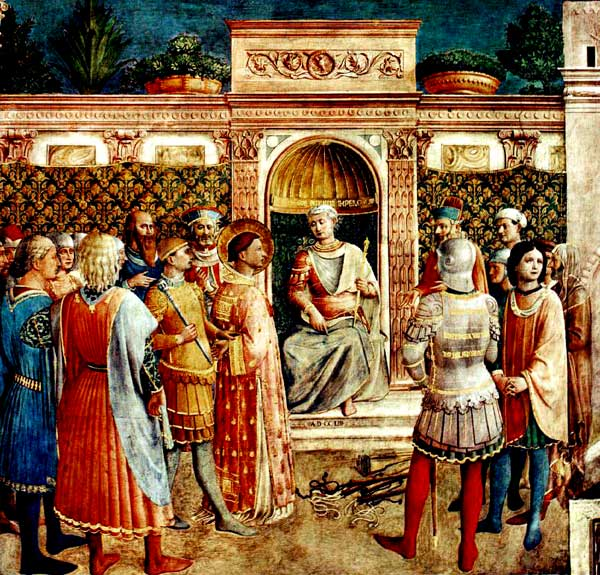
Giustino martire processato, dipinto di Beato Angelico

Anche Giustino (circa 100 – circa 165), nel commentare l'episodio di Esodo 17,8-13, dove il testo biblico dice che Mosè "alzava" (ירים, ἐπῆρεν nella versione greca Septuaginta) le mani, senza specificare se le teneva sollevate direttamente sopra la testa o no, dice che Mosè "allargava" le mani su entrambi i lati, e aggiunge che, quando Mosè abbandonava "questa figura che imitava la croce" (σταυρός), il popolo veniva battuto, mentre, quando Mosè la manteneva, il popolo prevaleva "a causa della croce" (σταυρός). Attribuisce questo effetto non alla preghiera di Mosè, ma al fatto che, mentre al comando della battaglia c'era il nome di Gesù – in greco, Giosuè si chiama Ἰησοῦς, Gesù – Mosè "costituiva il segno della croce" (σταυρός).
Nella stessa opera Giustino descrive la croce da lui conosciuta come composta di un pezzo di legno verticale, al quale si adatta l'altro orizzontale, mentre in centro c'è un piolo su cui si appoggiano quelli che sono crocifissi. e interpreta l'agnello pasquale come simbolo della sofferenze della croce che il Messia doveva subire: per arrostire l'agnello, infatti, lo si fissa a due spiedi disposti a croce; il primo trafigge l'agnello dalla base alla testa, mentre all'altro, che attraversa le spalle, vengono attaccate le zampe.
Ireneo di Lione (c. 130 - c. 202) dice che "la stessa struttura della croce presenta cinque estremità: due per il senso della lunghezza, due per la larghezza, e una al centro, sulla quale riposa colui che è affisso con chiodi".
Negli Atti di Pietro, libro apocrifo della seconda metà del secondo secolo, san Pietro, mentre è crocifisso, dice: "È giusto, infatti, salire sulla croce di Cristo che è l'unica e sola parola distesa, della quale lo Spirito dice: "Che cos'è Cristo, se non la parola, l'eco di Dio?". Sicché la parola è l'asse dritto della croce, quello al quale sono crocifisso; l'eco è l'asse trasversale, cioè la natura dell'uomo; il chiodo che unisce l'asse trasversale a quello dritto è la conversione e la penitenza dell'uomo."
Anche Tertulliano (c. 160 - c. 220), come Barnaba, paragona la croce alla lettera Τ. Sulla forma a due braccia della croce ritorna anche commentando la benedizione di Mosè (Dt 33,13-17).
Inoltre, secondo Tertulliano ed altri scrittori del II-III secolo, era abitudine comune dei cristiani pregare con tutto il corpo ritto e le braccia distese a croce. Tertulliano spiega: "Noi non solo eleviamo le mani ma anche le estendiamo, e nell'imitare la passione del Signore e nel pregare confessiamo Cristo". Anche secondo le Odi di Salomone (un testo apocrifo perlopiù attribuito alla fine del I secolo e comunque non oltre il III) questo atteggiamento costituiva il "segno del Signore", adottato per pregare. Anche Eusebio di Cesarea racconta che un giovane cristiano della Fenicia, destinato ad essere dilaniato dalle belve, si mise imperterrito davanti ad esse a pregare con le braccia aperte "a mo' di croce".
I paleocristiani, quindi, interpretavano l'usanza di pregare a braccia estese come una figura della croce di Cristo. Secondo Naphthali Wieder, è stato proprio perché i cristiani interpretavano la preghiera a braccia estese come riferimento alla crocifissione del Messia che i giudei abbandonarono questa postura di preghiera precedentemente tradizionale nella liturgia ebraica.
Negli Atti di Paolo e Tecla, opera di finzione composta nel II secolo (dato che Tertulliano ne parla), si racconta che Tecla, messa sul rogo per essere bruciata viva ma poi salvata miracolosamente, "fece il segno della croce" (τὸν τύπον σταυροῦ ποιησαμένη), che potrebbe essere la prima menzione del gesto di fare il segno della croce. Non è chiaro il senso preciso dell'espressione τὸν τύπον σταυροῦ ποιησαμένη (τύπος, origine etimologica di termini quali "tipografia", significa "impronta", "marchio", "segno", "carattere" [di lettera dell'alfabeto], ecc.). Significava forse tracciare una croce su se stessa con la mano o incrociando le braccia? disporre due pezzi del legno del rogo in forma di croce? fare il segno della croce, come farebbe oggi un prete, sugli astanti o sul rogo prima di salirci sopra? L'opera, pur di carattere leggendario (l'autore confessò di averla inventata lui), è un'ulteriore testimonianza della già consolidata prassi dei cristiani del II secolo di venerare la croce con segni visibili di qualche tipo in occasione di eventi significativi.
Un segno cristiano molto antico è il piccolo segno di croce sulla fronte. Già Tertulliano racconta che i cristiani avevano l'abitudine di tracciarlo ripetutamente nel corso della giornata:“In tutti i nostri viaggi e movimenti, in tutte le nostre partenze e nei nostri arrivi, quando ci mettiamo le scarpe, quando facciamo il bagno, a tavola, quando prendiamo le nostre candele, quando andiamo a letto, quando ci sediamo, in qualsiasi dei compiti di cui ci occupiamo segniamo la nostra fronte con il segno della croce”. Tertulliano collega il segno della croce sulla fronte con un brano del profeta Ezechiele nel quale si parla di un contrassegno messo "sulla fronte degli uomini che sospirano e gemono per tutte le abominazioni che si commettono in mezzo alla città".
Il tema di un contrassegno salvifico impresso come un sigillo sulla fronte dei "servi di Dio" compare anche nell'Apocalisse di Giovanni (7,2-4). Benché la forma del contrassegno non sia esplicitata, i commentatori interpretano il brano dell'Apocalisse come una allusione al testo veterotestamentario di Ezechiele (9,1-6), dove si parla di un segno o di un tau (ultima lettera dell'alfabeto ebraico, che originariamente aveva forma di croce) posto sulla fronte dei salvati. 
Bruce Longenecker ritiene che il brano dell'Apocalisse sia la più antica attestazione della forma della croce di Cristo e Steve Shisley dice che l'Apocalisse forse si riferisce alla croce come segno di identità cristologico. Qualunque fosse il segno impresso sulla fronte dei salvati di Ezechiele e dell'Apocalisse, esso costituisce un segno di appartenenza al popolo di Dio, un segno di salvezza. Nella tradizione cristiana più antica al termine del rito del battesimo il vescovo tracciava sulla fronte del battezzato una croce con il sacro crisma. Questo gesto era accompagnato almeno sin dal IV secolo con le parole: "Ricevi il sigillo dello Spirito Santo che ti è dato in dono".

## Testimonianze non-cristiane
Anche scrittori non cristiani del II secolo considerano una traversa come elemento normale della struttura da esecuzione da essi denominata stauros (il termine utilizzato nei vangeli per indicare la croce di Cristo). Luciano di Samosata (125-181), nel suo Giudizio delle vocali fa proporre per la lettera Τ (Tau) la pena di morte sulla croce, perché questa sarebbe fatta secondo la forma della stessa lettera: "Dicono che è stato perché ispirati dalla sua figura e imitandola che i tiranni hanno fabbricato strutture lignee di forma analoga su cui crocifiggere gli uomini; ed è da questo che tale congegno perverso ha preso il suo nome perverso. Per tutti questi crimini, quante condanne a morte voi pensate che merita la Tau? Da parte mia, ritengo che in giustizia resta per la Tau solo questa punizione: che sia giustiziata sulla sua propria forma". Anche Artemidoro di Daldi dice che per fabbricare uno stauros si usano più pezzi di legno.
Il termine stauros, applicato nei vangeli e dai primi cristiani alla struttura su cui è avvenuta la morte di Gesù, compare anche in testi precedenti quelli di Luciano di Samosata, di Artemidoro di Daldi e dei primi cristiani per indicare simili strumenti di morte, dei quali, però, non è indicata esplicitamente la forma. Questo è il caso, per esempio, di Filone di Alessandria (contemporaneo di Gesù: 15/10 a.C. – 45/50 d.C.) nel libro da lui scritto contro il governatore romano di Egitto, Flacco, di Flavio Giuseppe (c. 37/38 – c. 100), di Plutarco (46/48 – 125/127) e di Caritone (attivo forse a metà del I secolo), i quali, a parere di Gunnar Samuelsson, non forniscono descrizioni che permettano di chiarire se lo stauros in parola avesse o non avesse traversa.
In A Greek-English Lexicon di Liddell e Scott, l'ultimo scrittore greco citato per avere chiaramente usato stauros per significare solo un palo verticale è Senofonte, morto nell'anno 354 a.C. Con la parola "croce" la stessa fonte traduce il termine stauros in un testo dello storico greco del I secolo a.C. Diodoro Siculo. Samuelsson considera questa interpretazione possibile ma non certa.
Gunnar Samuelsson fa notare che Hermann Fulda (1800–1883), il quale suggeriva che Gesù fu crocifisso in un palo senza traversa e proponeva che i termini σταυρός e crux si riferissero a un semplice palo, non ha saputo citare alcun testo antico in appoggio a tale sua tesi e che egli inoltre enfatizzava l'esistenza e l'uso del patibulum, con il quale il "semplice palo" si convertiva in uno σταυρός o "croce" nel senso moderno.

## Le prime raffigurazioni ancora esistenti

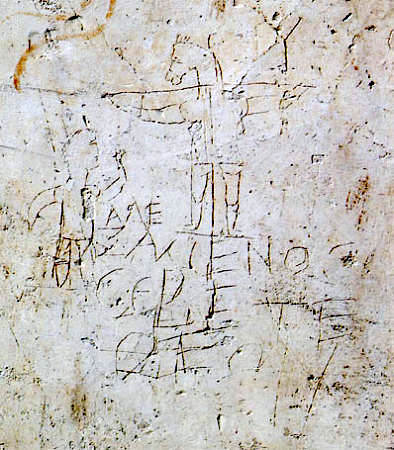
Il Graffito di Alessameno, conservato presso l'Antiquarium del Palatino

Il Graffito di Alessameno, chiamato anche Graffito del Palatino, è generalmente considerato una beffa anticristiana: raffigura in croce un uomo con testa di asino attaccato alla traversa e accompagnato da un altro uomo che lo adora. Secondo la maggior parte degli studiosi è del periodo della dinastia dei Severi (fine II secolo e inizio del III secolo),
Un'altra rappresentazione antica di crocefissione si trova in un graffito scoperto a Pozzuoli. È del I secolo o forse della prima metà del II secolo e mostra anch'esso una croce con traversa alla quale sono attaccate le mani della vittima, mentre i suoi piedi sono fissati al palo verticale.
Se si tralascia il graffito di Pozzuoli e quello di Alessameno, che alcuni pochi hanno interpretato come raffigurazione dell'adorazione non di Gesù ma del dio egiziano Anubis dalla testa di sciacallo, ma sempre in una croce con traversa, la più antica raffigurazione ancora esistente dell'esecuzione di Gesù sembra essere quella scolpita alla fine del II secolo o all'inizio del seguente, probabilmente in Siria, in una gemma di diaspro destinata ad essere usata come amuleto e conservata oggi presso il British Museum di Londra. Presenta la figura di un uomo nudo le cui braccia sono legate con vincoli alla traversa di una croce. L'iscrizione in lingua greca contiene una invocazione a Cristo crocifisso redentore; una seconda iscrizione sul verso, iscritta da mano diversa in data successiva, combina parole magiche con termini cristiani. Il catalogo di una mostra del 2007 dice: "L'apparizione della Crocifissione in una gemma di data così precoce suggerisce che immagini di tale tema (ora perdute) possono essere state diffuse nel II e nel III secoli, probabilmente in contesti cristiani normali".

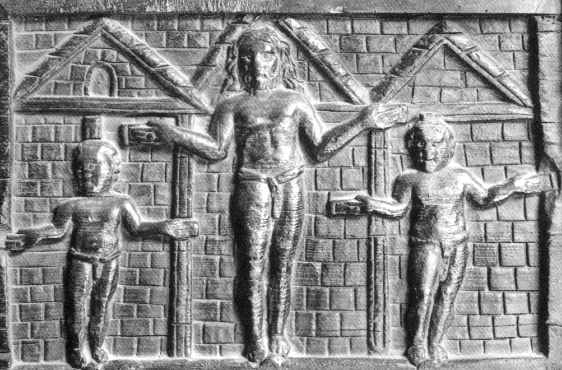
Raffigurazione della Crocifissione nella porta lignea della Basilica di Santa Sabina

Della metà del IV secolo è un'altra gemma, probabilmente anch'essa di provenienza siriana, che faceva parte di un sigillo personale. Presenta Gesù in croce con i dodici apostoli a destra e a sinistra.
La più antica raffigurazione della crocifissione di Gesù in un contesto narrativo si trova negli avori Maskell, presso il British Museum. I quattro quadri di tali avori sono di c. 420–430. Pochissimo più tardiva (432) è la raffigurazione della Crocifissione nella porta lignea della Basilica di Santa Sabina a Roma.

## Abbandono e rinascita del tema delle modalità di crocefissione
Nel corso del IV secolo la crocifissione andò in disuso. La prima fonte che dice espressamente che, per rispetto verso Gesù, Costantino I abolì la pena della crocifissione è Sozomeno, che nacque circa 65 anni dopo la morte dell'imperatore. Prima di Sozomeno, Aurelio Vittore (c. 320 – c. 390) dice che Costantino abolì una pena di morte, forse la crocifissione, per un motivo di umanità, non di religione. Dall'altra parte Firmico Materno, nello scrivere pochi anni dopo la morte di Costantino, parla della crocifissione come pena ancora legale. Dopo il IV secolo vengono a mancare fonti letterarie, mentre in quelle iconografiche le crocifissioni sono sempre rappresentate con una traversa, anche se le modalità di esecuzione mostra qualche variabilità: non solo la croce a forma di T compare spesso in sostituzione della croce latina, ma, solo per i due ladroni, i chiodi sono talvolta sostituiti da corde e le croci da alberi.

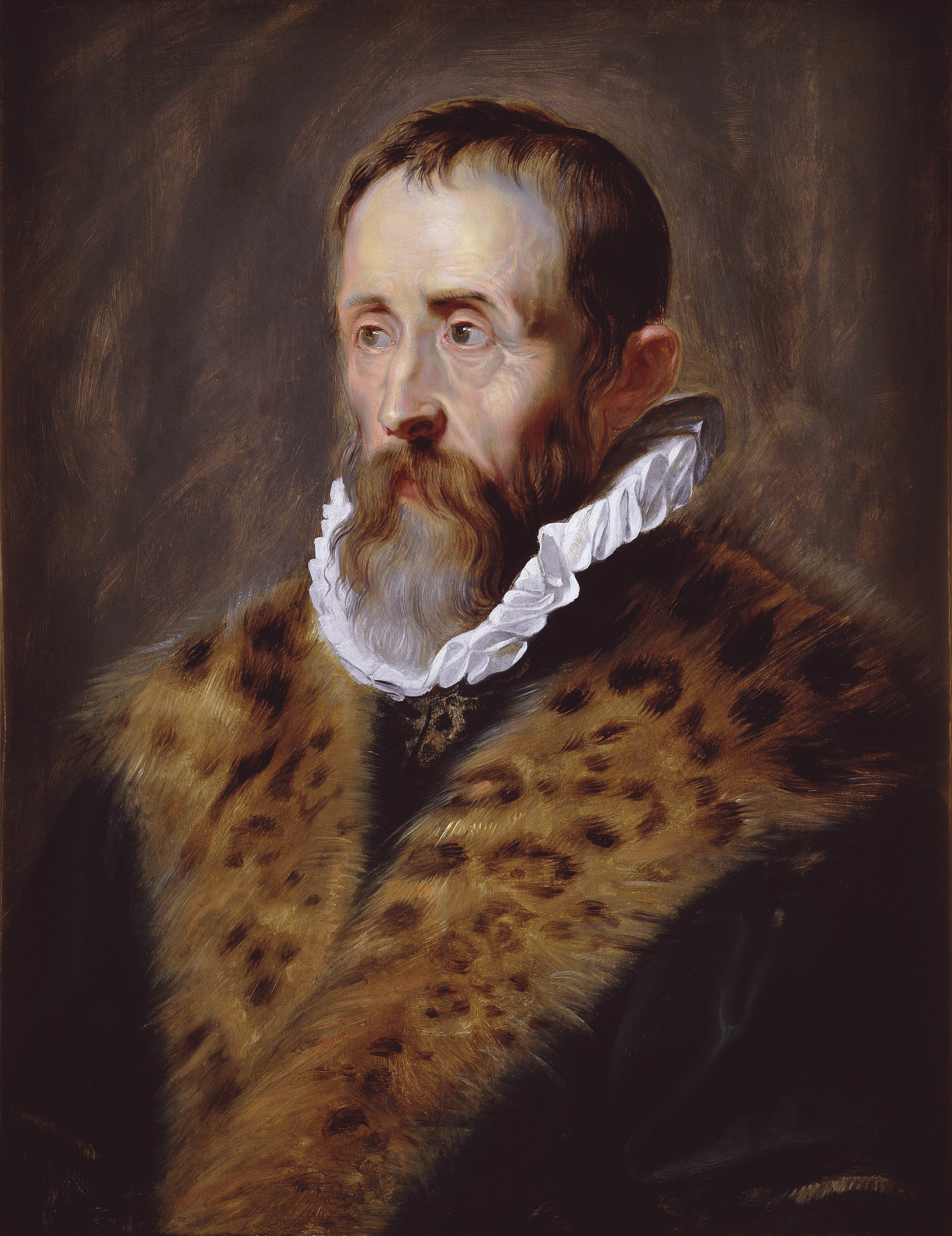
Giusto Lipsio, dipinto di Peter Paul Rubens

L'interesse per definire le modalità di esecuzione di Gesù rinasce in epoca moderna con l'opera De cruce, concernente la crocifissione nell'antichità, scritta da Giusto Lipsio nel 1594. Egli concluse che la crocifissione di Gesù è stata effettuata in una crux compacta, probabilmente nella forma † (crux immissa) ma forse invece nella forma T (crux commissa).
La terminologia di Lipsio e le sue conclusioni sui vari tipi di croci impiegate storicamente trovarono accettazione generale. Scrittori quali Jacob Gretser e Thomas Godwin eran d'accordo con Lipsio nell'affermare che Gesù morì in una crux compacta.
Diversi studiosi, tuttavia, misero in dubbio la possibilità di distinguere fra crux commissa e crux immissa. Hermann Fulda considerò ridicola la distinzione inventata da Lipsio, giudicandola a suo parere "una distinzione senza significato, afferrata dall'aria". Anche Raymond Edward Brown indica che l'unica differenza consiste nella posizione dell'incavo del palo verticale, o in cima o nel lato, nel quale inserire il patibulum portato dal condannato al luogo dell'esecuzione.
Già alcuni di quei primi scrittori cristiani che indicarono la forma della croce di Cristo avevano trattato tale distinzione come insignificante. L'autore della Lettera di Barnaba disse che la forma era quella della lettera T, ma considerò anche che Mosè, nel distendere le braccia per pregare, costituì una rappresentazione della croce. E Tertulliano, che dichiarò che "la lettera greca tau e la nostra T è la stessa forma della croce", osservò anche che gli uccelli, nel volare in alto, distendono "la croce delle ali".

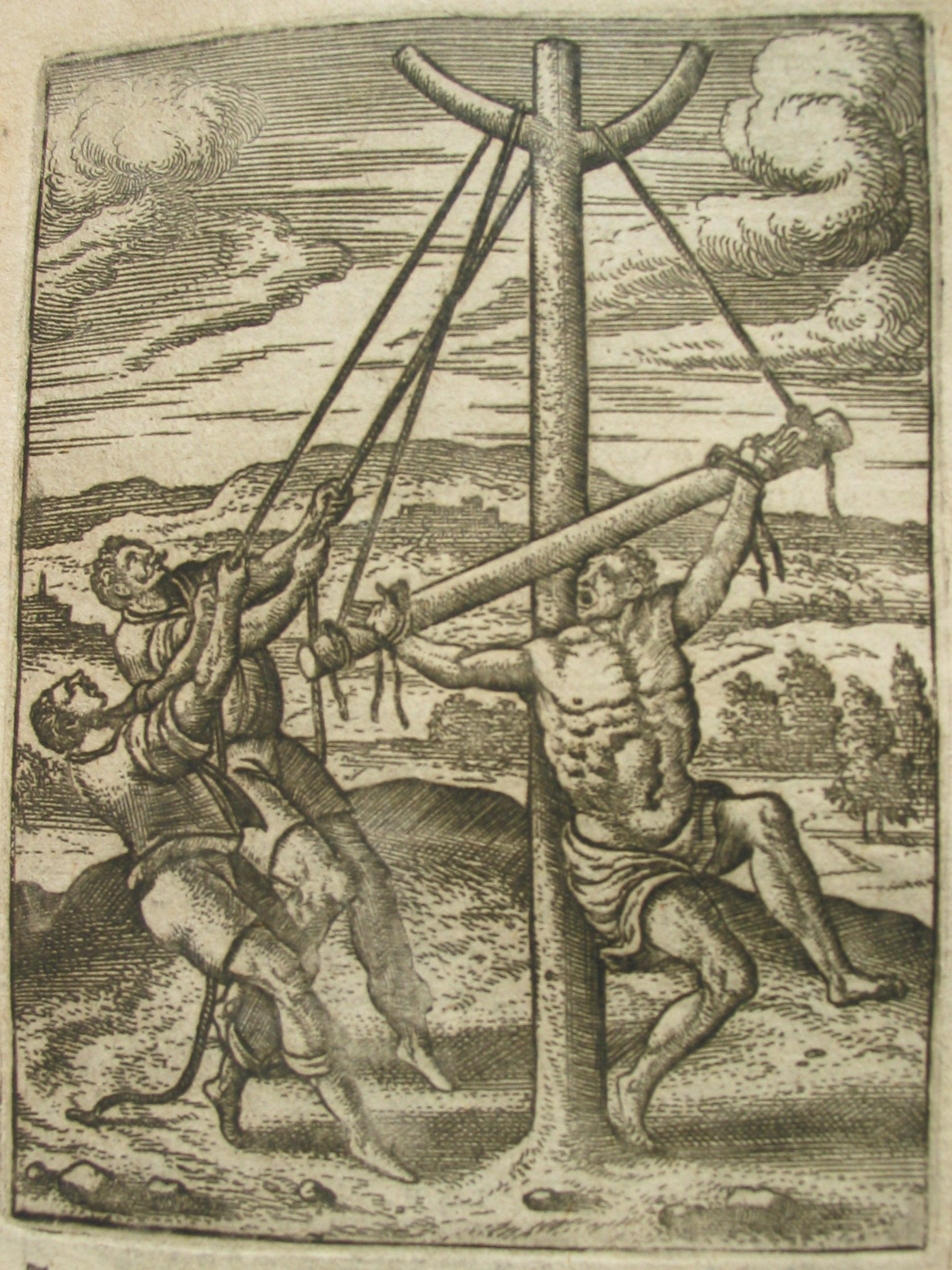
Un condannato già attaccato al patibulum viene messo in croce (disegno di Giusto Lipsio).

## Le prime affermazioni dell'assenza di traversa
Solo alla fine dell'Ottocento sono apparse le prime affermazioni che Gesù morì in un palo senza traversa. Nel suo lungo studio della materia, pubblicato nel 1878, Hermann Fulda dice che l'esecuzione di Gesù avvenne così e che i termini stauros (σταυρός) e crux (rispettivamente greco e latino) si riferivano a un semplice palo, una crux simplex. Allo stesso tempo egli afferma che spesso si univa al palo verticale una traversa temporanea chiamata in latino patibulum, dando all'insieme, per la durata della crocifissione, la forma di una crux immissa.. Secondo Samuelsson "La discussione di Fulda è in qualche misura ambivalente. Propone che stauròs e crux indichino un semplice palo, ma allo stesso tempo sottolinea l'esistenza e l'uso del patibulum. Quando al palo viene attaccato il patibulum, esso rimane ancora uno stauròs o una crux".
Il principale proponente dell'assenza della traversa fu Ethelbert William Bullinger, che nel suo A Critical Lexicon and Concordance to the English and Greek New Testament, del quale la prima edizione uscì nel 1877, dichiarò che il significato dei termini stauros e crux non corrisponde affatto all'idea di una croce: "Lo stauros  non era altro che un palo diritto al quale i romani inchiodavano i cosiddetti crocifissi. [...] Non significa mai due pezzi di legno uniti ad un angolo qualsiasi". Nella sua Companion Bible (1922) ripeté quello già detto sul senso di stauros, osservando che questo era il significato della parola nelle opere di Omero e durante tutto il periodo classico della lingua greca (periodo, tuttavia, che terminò nel quarto secolo avanti Cristo).
Nell'opera del 1877, dovendo trovare una ragione per spiegare la nascita della teoria secondo cui Gesù fu crocefisso su una croce latina, affermò che i cristiani, dopo avere impiegato la lettera greca Χ, lettera iniziale di Christos (Χριστός), per indicare il nome di Cristo, avrebbero cominciato a partire dall'anno 400 circa a rimpiazzarla con la lettera iniziale T del nome del dio pagano Tammuz. Nel 1922 invece affermò che la lettera iniziale Χ o le due prime lettere Χρ del nome Christos sarebbero state sostituite dal chi-rho ☧ o dallo staurogramma, due monogrammi da lui interpretati come simboli del dio-sole babilonico.
Le teorie di Bullinger trovarono ben poco seguito, anche perché Bullinger era l'autore di teorie eccentriche nei settori più diversi.  Sulla crocefissione insegnò anche che i ladroni crocifissi con Gesù sarebbero stati quattro, non due.
In campo teologico Bullinger era proponente di spicco della dottrina denominata iperdispensazionalismo o ultradispensazionalismo o anche, secondo il suo nome, bullingerismo. Questa dottrina si distingue da quella della corrente principale dispensazionalista nel sostenere che l'Età della Chiesa, che si rivela nelle Lettere di Paolo, avrebbe avuto inizio non a Pentecoste ma nel rigetto divino di Israele alla conclusione degli avvenimenti raccontati negli Atti degli Apostoli. Per fedeltà alla lettera della Bibbia, infine, Bullinger fu un convinto sostenitore della teoria della Terra piatta.
Alla teoria di Bullinger e Fulda sulla crocefissione, comunque, aderì John Denham Parsons, noto anche per le sue tesi che le opere di Shakespeare sarebbero state scritte qualcun altro, e che il cristianesimo sarebbe esistito già prima di Cristo come culto del sole. Egli dichiarò in un libro auto-pubblicato nel 1895 che non è stato dimostrato che Gesù morì in una croce con traversa e che la traversa sarebbe stata introdotta dopo Costantino, che per primo aveva introdotto la croce con due bracci di uguale lunghezza, che corrispondeva al simbolo gallico per il dio-sole, da lui intravisto prima della battaglia di Saxa Rubra.
Nel 1928, Joseph Franklin Rutherford, secondo presidente dell'organizzazione alla quale egli nel 1931 diede il nome di Testimoni di Geova, dichiarò che Gesù morì non su una croce ma su un palo, una delle "purificazioni" della dottrina dell'organizzazione operate sotto Rutherford: prima essa aveva come distintivo una croce e una corona ornata di crocette e diceva che Cristo era morto in una croce. Ora, per tradurre la parola stauros, i Testimoni di Geova usano l'espressione "palo di tortura". Secondo questi, la croce, che non aveva nulla a fare con Gesù, diventò "simbolo del cristianesimo apostata" solo nel IV secolo sotto l'imperatore Costantino I. Per avere più informazioni su questo punto di vista, si veda Esecuzione di Gesù secondo i Testimoni di Geova.
Le teorie di Fulda, Bullinger e Parsons influenzarono anche W.E. Vine, che nel suo Expository Dictionary of New Testament Words del 1940, non dichiara direttamente il suo parere sulla forma dello strumento su cui Cristo morì, ma dice che la parola stauròs denota primariamente un palo e originariamente si distingueva dalla "forma ecclesiastica di una croce a due travi", una forma che secondo Vine avrebbe avuto origine nell'antica Caldea ed era identica alla lettera greca tau, iniziale del nome greca della divinità pagana Tammuz e che poi, con la traversa abbassata, sarebbe stata adottata per rappresentare la "croce" di Cristo a metà del III secolo, quando le chiese, avendo abbandonato o travisato alcune dottrine della fede cristiana, avrebbero accettato pagani come membri, permettendo loro di continuare ad usare simboli pagani.
Si osservi come col progredire di questi studi la presunta data d'introduzione della croce a due bracci sia scesa dall'inizio del V secolo (Bullinger, 1877), all'inizio del IV (Parsons, 1895, e Rutherford, 1928) e infine alla metà del III (Vine, 1940); data, comunque, di circa un secolo posteriore alla data realmente testimoniata dalle fonti letterarie e artistiche sopra riportate.
Si nota che i tre maggiori studi accademici del XXI secolo sulla crocifissione in generale (non specificamente sull'esecuzione di Gesù), ognuno dei quali è dotato di un'amplissima bibliografia, non menzionano Bullinger, John Denham Parsons e Rutherford, e citano Vine solo in una nota in calce, come vittima del "sofisma etimologico" di supporre che la parola stauros non possa significare altro che un palo unico eretto.

## Studi di medicina forense
Le modalità di sospensione hanno importanti conseguenze sulle cause e sulla rapidità di decesso del condannato. Questo problema è stato lungamente discusso dagli anatomo-patologi per interpretare sia casi di decesso sia i risultati di esperimenti condotti su volontari o su cadaveri.
Un primo importante gruppo di dati fu il rapido decesso di soldati austro-tedeschi puniti con la sospensione durante la prima guerra mondiale. Un caso analogo di decesso di una vittima a Dachau è stato riportato da Barbet, mentre Moedder ha rilevato il rapido verificarsi di ipotensione ortostatica in volontari appesi ad una sbarra con le mani distanti meno di un metro. 
Questi studi hanno dimostrato che la sospensione ad una crux simplex determina la morte per asfissia nel corso di una decina di minuti. La brevità del decesso non è compatibile con i racconti evangelici sulla morte di Gesù e spiega anche la mancanza di testimonianze antiche sull'uso di questo modo di esecuzione. Infatti, se anche, come probabile, fosse stato applicato per uccisioni di massa, mancava in questa tortura la spettacolarità che potesse compiacere chi aveva ordinato la condanna o motivare chi la volesse descrivere.
Per interpretare i racconti evangelici Frederick Zugibe ha fatto esperimenti di sospensione di volontari, le cui braccia erano aperte con un angolo di 60-70° dalla verticale, rilevando in questo caso l'assenza del pericolo di asfissia, in quanto la respirazione addominale riusciva a subentrare efficacemente. La morte di Gesù, quindi, è stata da lui attribuita ad ipovolemia determinata dal complesso delle torture subite, a cominciare dalla flagellazione, dalla corona di spine, dal trasporto del patibulum al calvario, dalla inchiodatura alla croce e infine dalle ore trascorse sulla croce, durante le quali Gesù sanguinava e si disidratava.
Una questione lungamente dibattuta durante gli studi di sindonologia è il punto di perforazione in cui sono state inchiodate le mani dell'uomo della Sindone. Secondo Pierre Barbet il chiodo doveva trapassare i polsi, fra l'ulna e il radio, perché il peso del corpo avrebbe determinato la lacerazione del palmo della mano. Per dimostrare la sua tesi Barbet fece degli esperimenti di trazione in cui il palmo di mani amputate era stato perforato in un punto detto "spazio di Destot". Di parere diverso Marie Louis Adolphe Donnadieu, che sospese un cadavere inchiodato per una mano, e Frederick Zugibe. Secondo Zugibe il probabile punto di perforazione, compatibile con l'immagine della Sindone, si trova nella parte alta del palmo nei pressi del polso; un punto molto robusto e in cui è possibile evitare fratture di ossa e lesioni di nervi.

## Chiese cristiane contemporanee

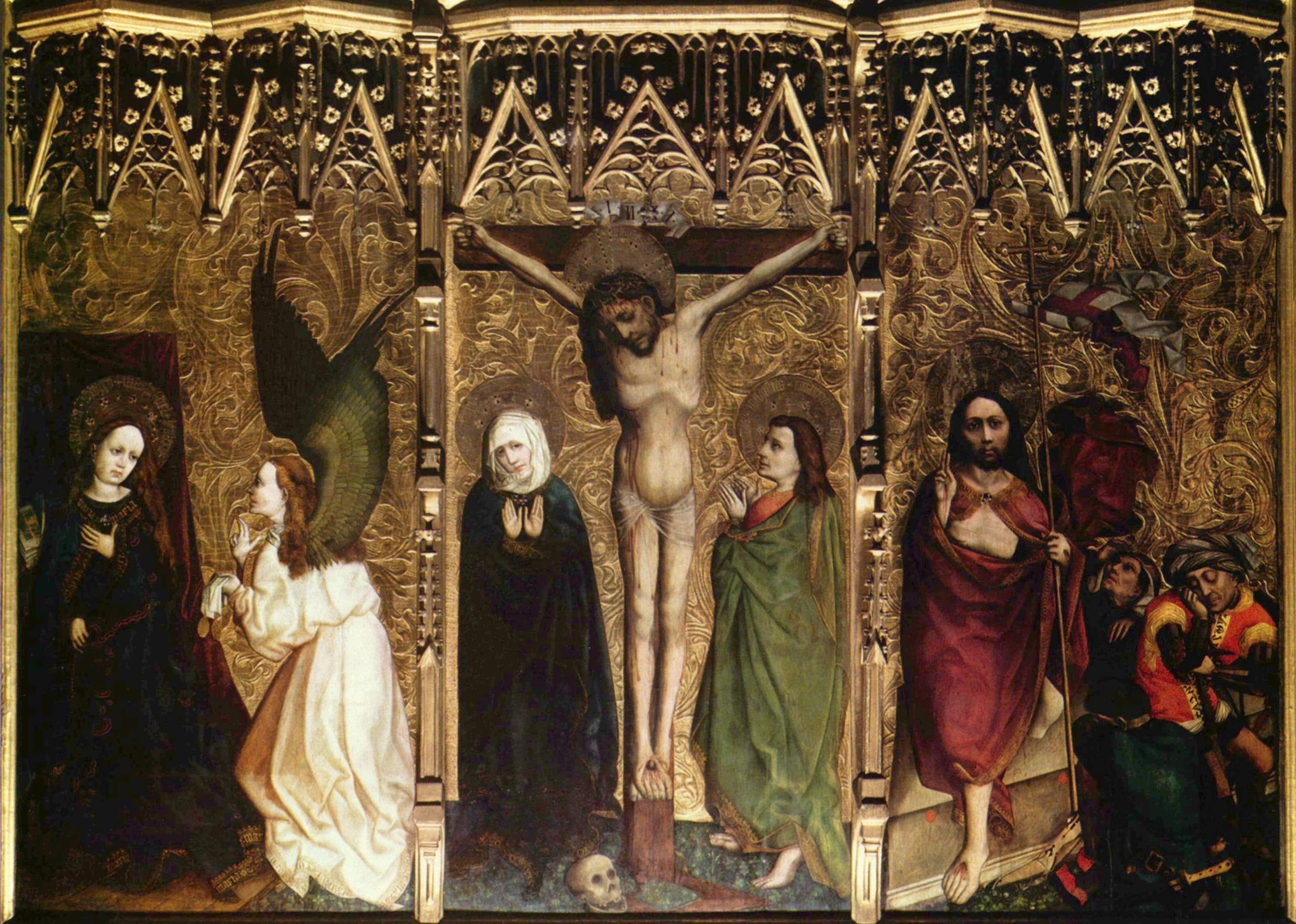
Gesù su una croce a tau, di pittore quattrocentesco tedesco

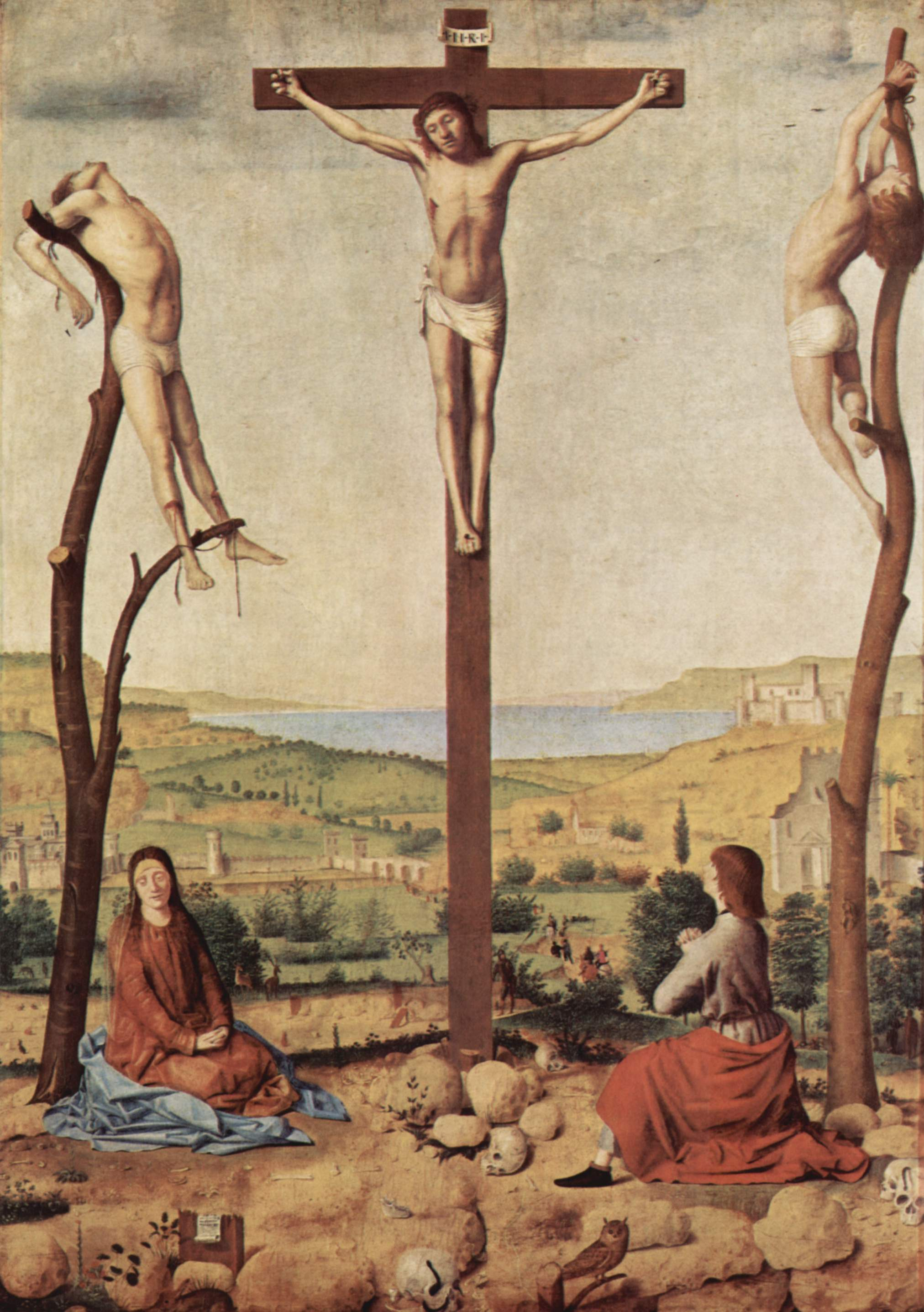
Crocifissione dipinta da Antonello da Messina nel 1475

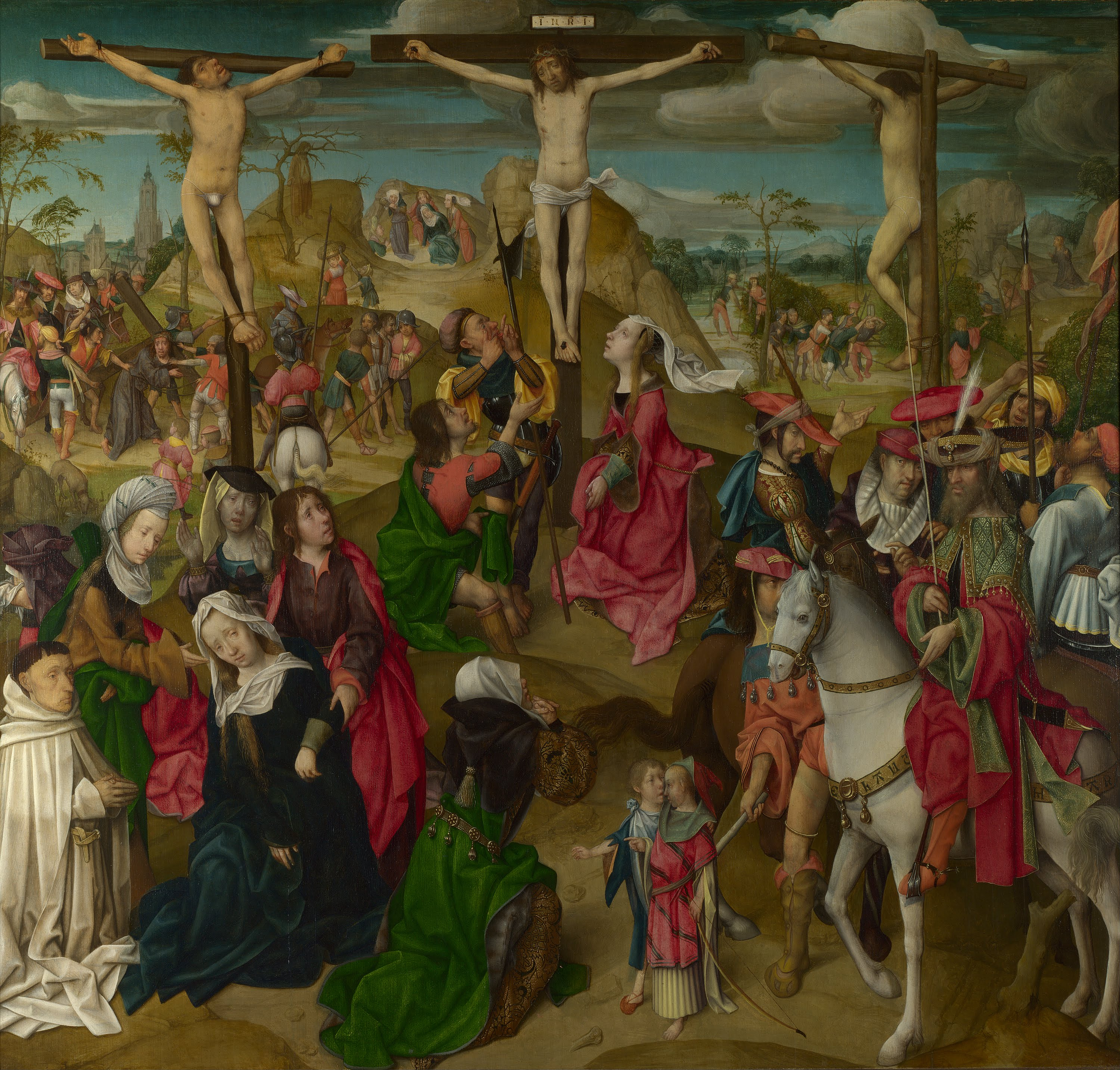
Gesù e i due ladroni su croci a tau, di pittore olandese di circa 1500

Riguardo allo strumento di morte di Gesù, le chiese cristiane, in generale, continuano a usare la stessa terminologia e le stesse immagini che usavano i cristiani dei primissimi secoli, senza preoccuparsi di eventuali slittamenti di senso delle parole.
Si distinguono i Testimoni di Geova, che insegnano ufficialmente che Gesù morì non su una croce ma su un "palo di tortura", corrispondente a quello che Giusto Lipsio chiamò una crux simplex o più precisamente una crux simplex ad affixionem, dato che Lipsio distingueva questa dalla crux simplex ad infixionem usata per l'impalamento.
A differenza di questi, le maggiori Chiese cristiane accettano, in genere, le rappresentazioni della croce di Cristo come crux immissa, ma accettano anche (come si vede nelle immagini riprodotte qui) forme come quella della crux commissa o croce a tau, associata in particolare con il santo cattolico Francesco d'Assisi, e che è anche la forma della quale esistono le più antiche testimonianze, sia letterarie (come nella Lettera di Barnaba) che raffigurative. Con la Chiesa ortodossa russa è associata quella forma che si chiama la croce ortodossa.
Mentre i Testimoni di Geova non permettono la raffigurazione della morte di Gesù se non su un "palo di tortura", la tradizione dell'arte sacra cristiana non pretende che le crocifissioni siano state eseguite unicamente su croci. Così, Antonello da Messina, nella sua opera del 1475, ora conservata nel Koninklijk Museum voor Schone Kunsten di Anversa, poté dipingere degli alberi come mezzi di crocifissione per i due ladri morti con Gesù.

## Studi contemporanei
Studi del XXI secolo sui testi neotestamentari dichiarano che "nei Vangeli canonici la croce non è descritta", concludendo che "si può affermare con tranquillità che le tradizionali rappresentazioni della croce corrispondono sostanzialmente al vero e che la croce di Cristo non era soltanto un semplice palo come qualcuno sostiene"; mentre nei testi neotestamentari "non si riferisce nemmeno una parola sulla forma della croce, su come egli [Gesù] vi sia stato apposto, sull'intensità del dolore", si esclude nel suo caso l'uso di un semplice palo senza traversa, dato che egli portò una traversa al luogo dell'esecuzione.
Nel riportare le dichiarazioni dello svedese Gunnar Samuelsson, nel suo libro Crucifixion in Antiquity, molti mezzi di comunicazione di massa diedero luogo a un fraintendimento, lasciando intendere come una negazione della circostanza della morte in croce le sue conclusioni sull'assenza di prove filologiche che i termini usati da scrittori anteriori all'anno 100 dell'era volgare indicassero con precisione la crocifissione e la croce. Nella sua opera afferma, al contrario, che è ben possibile che la parola σταυρός, applicata dagli evangelisti allo strumento dell'esecuzione di Gesù, avesse già il senso in cui l'intende la Chiesa.
Craig Evans afferma: "Nonostante la varietà delle forme delle croci usate nella tarda antiquità per crocifiggere, si vede nel caso di Gesù di Nazaret un modello piuttosto coerente. Le raffigurazioni visive della crocifissione e della croce sono sempre quelle della tradizione con variazioni solo minori. Tali raffigurazioni consistono di un palo verticale e di una trave orizzontale (patibulum). Il palo verticale può estendersi al di sopra della trave orizzontale, la trave orizzontale può stare approssimativamente al centro del palo verticale, oppure può poggiarsi sopra il palo verticale formando la figura del tau".